# Fuego de noche, nieve de día
"Fuego de Noche, Nieve de Día" é uma canção do cantor porto-riquenho Ricky Martin, lançada como quarto single de seu terceiro álbum de estúdio, A Medio Vivir (1995). A canção teve lançamento oficial como single em 18 de março de 1996, no formato de CD Single.

## Formatos e lista de faixas
US/Latin America promotional CD single
1. "Fuego de Noche, Nieve de Día" – 5:38

## Charts
| Chart (1996)                     | Melhor posição |
| -------------------------------- | -------------- |
| U.S. Billboard Latin Pop Airplay | 12             |